# DISH
DISHは、テキサス州北部、ダラス・フォートワース複合都市圏内のデントン郡にある町の名前である。345人ほどの人口が住む。以前はクラークという名前だったが、2005年11月16日に正式に改名された。
この町は、2000年6月に町を創設したランディス・クラークの名前にちなんでクラークと言う名前であった。しかしクラークは2005年春の町長選挙でビル・メリットに敗れた。
町は改名を条件に、全住民が10年間、CSデジタル放送を行うディッシュ・ネットワークからテレビとデジタルビデオレコーダーを無償で提供されることとなった。この提案に対し、表立った反対は全くなかった。
2006年1月10日、コメディ・セントラルの番組「ザ・デイリー・ショー」でこの件について扱われた。